# Ademola Lookman
Ademola Olajade Alade Aylola Lookman (Londres, 20 de outubro de 1997) é um futebolista nigeriano nascido na Inglaterra que atua como atacante. Atualmente joga pela Atalanta. 

## Carreira em clubes

### Charlton Athletic

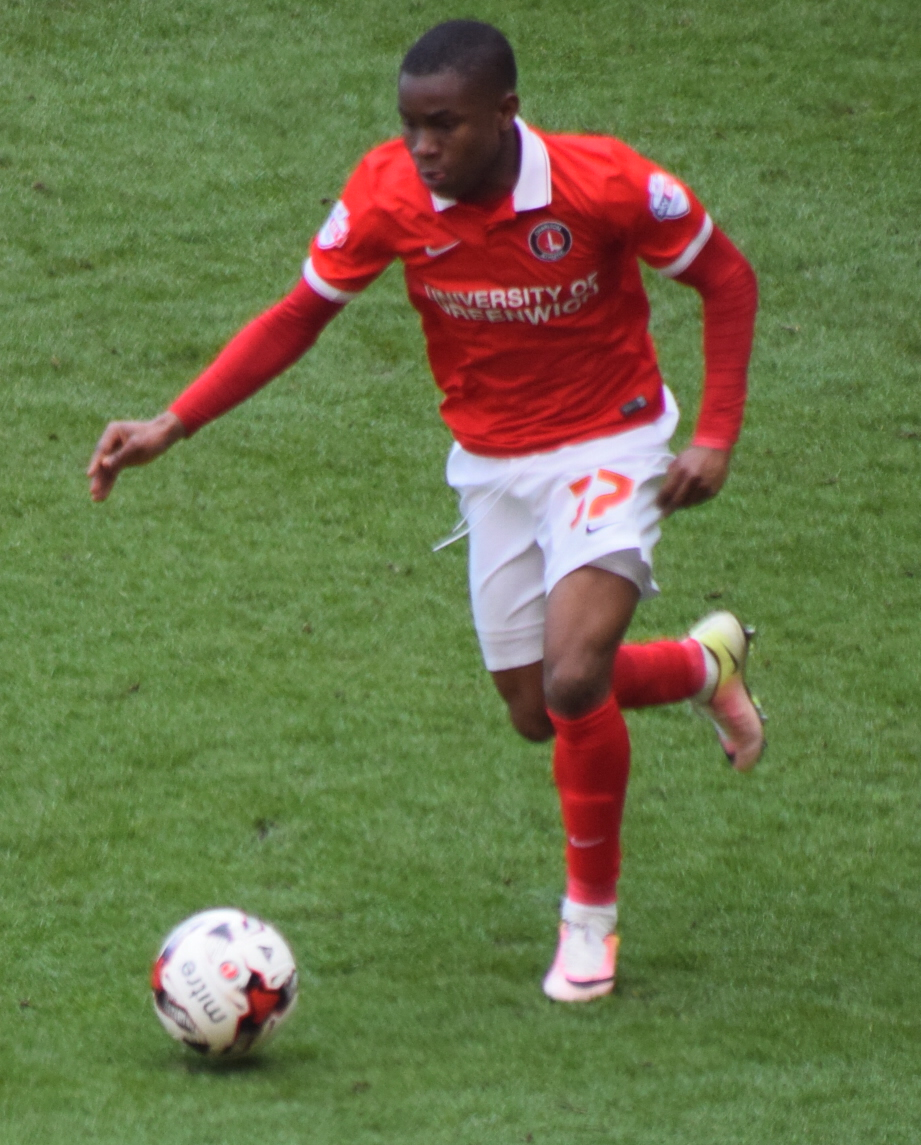
Lookman jogando pelo Charlton Athletic em 2016

Lookman ingressou na academia do Charlton Athletic em 2014 após assinar com o Waterloo, um clube de futebol juvenil baseado no Distrito de Lambeth em Londres. Seu histórico de gols pelas equipes Sub-18 e Sub-21 do Charlton levou-o a uma ascensão rápida pelas categorias de base do clube e ele fez sua estreia no time principal dos Addicks em 3 de novembro de 2015. Ele marcou seu primeiro gol pelo clube em uma derrota por 3–2 contra o Brighton & Hove Albion em 5 de dezembro de 2015, e depois disso marcou os dois gols do Charlton em um empate de 2–2 com o Bolton Wanderers dez dias depois.

### Everton
Lookman assinou um contrato de quatro anos e meio com o Everton em 5 de janeiro de 2017 por um valor não divulgado, relatado inicialmente como £7,5 milhões podendo chegar a £11 milhões com adicionais. Ele fez sua estreia pelo clube dez dias depois em uma vitória de 4–0 sobre o Manchester City, substituindo Ross Barkley no 90º minuto e marcando o quarto gol da equipe. Lookman fez sua primeira aparição europeia pelo Everton em uma vitória de 1–0 sobre o MFK Ružomberok na primeira rodada de qualificação da Liga Europa de 2017-2018.
Embora o treinador Sam Allardyce tenha afirmado que Lookman não seria emprestado na janela de transferência de janeiro de 2018, o clube finalmente organizou um empréstimo para o clube da Championship Derby County, onde esperavam que ele jogasse regularmente no time principal. No entanto, o jogador insistiu em uma mudança alternativa e, em vez disso, juntou-se ao clube da Bundesliga RB Leipzig até o final da temporada 2017–2018. Em seu primeiro jogo com o Leipzig, Lookman marcou o gol da vitória no jogo fora de casa contra o Borussia Mönchengladbach após entrar como substituto nos últimos minutos.

### RB Leipzig
Em 25 de julho de 2019, Lookman retornou ao RB Leipzig com um contrato de cinco anos.

### Fullham
Em 30 de setembro de 2020, Lookman se juntou ao Fulham em um empréstimo de temporada. Ele marcou seu primeiro gol na liga pelo Fulham contra o Sheffield United em 18 de outubro.

### Leicester City
Em 31 de agosto de 2021, Lookman se juntou ao Leicester City em um empréstimo de temporada. Em 11 de setembro de 2021, ele fez sua estreia no Leicester como substituto aos 73 minutos durante uma derrota por 1–0 para o Manchester City. Em 28 de dezembro de 2021, Lookman marcou o único gol na vitória por 1–0 sobre o Liverpool.

### Atalanta
Em 4 de agosto de 2022, Lookman se juntou ao clube da Serie A Atalanta com um contrato de quatro anos por uma taxa relatada de €15 milhões. Ele marcou em sua estreia pelo clube, uma vitória por 2–0 na Serie A sobre o Sampdoria em 13 de agosto. Em janeiro de 2023, ele marcou dois gols em três partidas consecutivas: uma vitória por 8–2 na Serie A sobre a Salernitana, uma vitória por 5–2 na Coppa Italia sobre o Spezia e um empate por 3–3 na Serie A contra a Juventus.
No dia 22 de Maio de 2024, em uma atuação magistral, guiou a Atalanta para seu primeiro título internacional, a Liga Europa de 2023-2024. Marcando três gols, um "Hat-Trick", contra o Bayer Leverkusen de Xabi Alonso, Lookman encerrou uma sequência de 52 jogos de invencibilidade do time alemão, campeão da liga de forma invicta no mesmo ano. Lookman foi o primeiro jogador da historia à realizar um hat-trick em uma final de Liga Europa da UEFA em 2023–24.

## Carreira internacional
Lookman nasceu na Inglaterra de pais nigerianos, e é elegível para as seleções nacionais de ambos os países. Ele recebeu sua primeira convocação internacional quando foi nomeado para o elenco da Inglaterra Sub-19 nomeado para o México. Posteriormente, ele foi nomeado para o elenco do Campeonato Europeu Sub-19 daquele verão. No início de 2017, Lookman recusou a oportunidade de trocar de seleção para a Nigéria após uma abordagem do treinador nacional, Gernot Rohr.
Lookman foi selecionado para a equipe sub-20 da Inglaterra para a Copa do Mundo Sub-20 da FIFA de 2017. Ele marcou três gols no torneio, dois contra a Costa Rica nas oitavas de final e um gol contra a Itália nas semifinais. A Inglaterra venceu a Venezuela por 1–0 na final, conquistando a primeira vitória do país na final de um torneio global desde a Copa do Mundo de 1966.
Ele recebeu sua primeira convocação para a equipe sub-21 da Inglaterra para as eliminatórias do Campeonato Europeu de Sub-21 de 2019 contra as seleções sub-21 dos Países Baixos e da Letônia em setembro de 2017. Ele fez sua estreia na primeira partida e criou a oportunidade de gol para seu colega de equipe no Everton, Dominic Calvert-Lewin, marcar o gol da Inglaterra em um empate por 1–1.
Lookman recusou a Nigéria novamente no início de 2018 depois de se reunir com o presidente da Federação Nigeriana de Futebol. Posteriormente, ele rejeitou as abordagens da Nigéria pela terceira vez em setembro de 2018, após o técnico sênior da Inglaterra, Gareth Southgate, convencê-lo de que ele fazia parte dos seus planos.
Apesar de suas convocações e sucesso pela Inglaterra em nível juvenil, e de ter rejeitado anteriormente as abordagens da Nigéria, em janeiro de 2020 a Federação Nigeriana de Futebol anunciou que Lookman trocaria sua filiação internacional para a Nigéria. No entanto, Lookman também declarou: "Eu não mudei de ideia sobre querer representar a Inglaterra". Em 10 de fevereiro de 2022, o pedido de Lookman para representar a seleção nacional da Nigéria foi aprovado pela FIFA. Lookman estreou pela Nigéria em 25 de março de 2022, no empate sem gols com Gana, como parte da terceira rodada da seção africana de qualificação para a Copa do Mundo FIFA de 2022.

## Estatísticas
Atualizadas até 22 de janeiro de 2023

### Clubes
| Equipe            | Temporada         | Campeonato nacional | Campeonato nacional | Copa nacional | Copa nacional | Competições continentais | Competições continentais | Total | Total |
| Equipe            | Temporada         | Jogos               | Gols                | Jogos         | Gols          | Jogos                    | Gols                     | Jogos | Gols  |
| ----------------- | ----------------- | ------------------- | ------------------- | ------------- | ------------- | ------------------------ | ------------------------ | ----- | ----- |
| Charlton Athletic | 2015–16           | 24                  | 5                   | —             | —             | —                        | —                        | 24    | 5     |
| Charlton Athletic | 2016–17           | 21                  | 5                   | 4             | 2             | —                        | —                        | 25    | 7     |
| Charlton Athletic | Total             | 45                  | 10                  | 4             | 2             | —                        | —                        | 49    | 12    |
| Everton           | 2016–17           | 8                   | 1                   | —             | —             | —                        | —                        | 8     | 1     |
| Everton           | 2017–18           | 7                   | 0                   | 3             | 0             | 6                        | 2                        | 16    | 2     |
| Everton           | 2018–19           | 21                  | 0                   | 3             | 1             | —                        | —                        | 24    | 1     |
| Everton           | Total             | 36                  | 1                   | 6             | 1             | 6                        | 2                        | 48    | 4     |
| RB Leipzig        | 2017–18           | 11                  | 5                   | —             | —             | —                        | —                        | 11    | 5     |
| RB Leipzig        | 2019–20           | 11                  | 0                   | 1             | 0             | 1                        | 0                        | 13    | 0     |
| RB Leipzig        | Total             | 22                  | 5                   | 1             | 0             | 1                        | 0                        | 24    | 5     |
| Fulham            | 2020–21           | 34                  | 4                   | 1             | 0             | —                        | —                        | 35    | 4     |
| Fulham            | Total             | 34                  | 4                   | 1             | 0             | —                        | —                        | 35    | 4     |
| Leicester         | 2021–22           | 26                  | 6                   | 4             | 2             | 12                       | 0                        | 42    | 8     |
| Leicester         | Total             | 26                  | 6                   | 4             | 2             | 12                       | 0                        | 42    | 8     |
| Atalanta          | 2022–23           | 18                  | 11                  | 1             | 2             | —                        | —                        | 19    | 13    |
| Atalanta          | Total             | 18                  | 11                  | 1             | 2             | —                        | —                        | 19    | 13    |
| Total na carreira | Total na carreira | 181                 | 37                  | 17            | 7             | 19                       | 2                        | 217   | 46    |

## Títulos
Atalanta
- Liga Europa da UEFA: 2023–24

Inglaterra
- Copa do Mundo FIFA Sub-20: 2017

### Prêmios individuais
- Seleção do Campeonato Africano das Nações: 2023
- Futebolista Africano do Ano: 2024